# Acide aminé essentiel

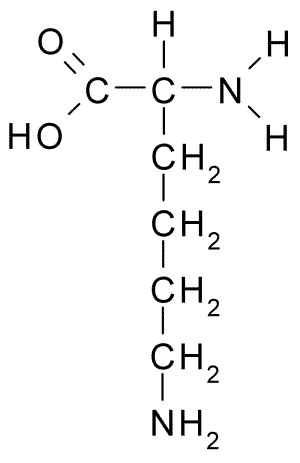
Formule de la L-Lysine, un acide aminé dont la présence est cruciale en alimentation humaine.

Un acide aminé essentiel, ou acide aminé indispensable (en anglais : IAA), est un acide aminé qui ne peut être synthétisé de novo par l'organisme ou qui est synthétisé à une vitesse insuffisante, et doit donc être apporté par l'alimentation, condition nécessaire au bon fonctionnement de l'organisme.

## Les acides aminés
Chez l'humain, neuf acides aminés sont considérés comme essentiels : le tryptophane, la lysine, la méthionine, la phénylalanine, la thréonine, la valine, la leucine, l'isoleucine et l'histidine. La tyrosine et la cystéine ne sont pas considérées comme indispensables au sens strict car elles peuvent être synthétisées par l'organisme à partir d'un autre acide aminé, respectivement la phénylalanine et la méthionine. Deux acides aminés supplémentaires sont en outre considérés comme essentiels uniquement pour l'enfant : l'arginine et la glutamine.
Le concept d'essentialité doit toutefois être relativisé : en effet, certains acides aminés classés non essentiels peuvent être considérés comme essentiels lorsque l'organisme ne les synthétise pas suffisamment, en raison d'une affection physiologique ou d'un dérèglement organique ou fonctionnel. Ainsi, la cystéine, la glycine, la tyrosine, la proline, la glutamine et l'arginine peuvent devenir limitantes dans certaines conditions physiologiques, par exemple chez les prématurés : ces acides aminés sont de ce fait qualifiés de « conditionnellement essentiels ». Les personnes atteintes de phénylcétonurie doivent réduire l'absorption de phénylalanine, or cet acide aminé est précurseur de la tyrosine : cette dernière ne peut alors plus être synthétisée et devient essentielle.
| Nom                                | Doses journalières recommandées pour les adultes selon l'OMS, l'FAO et l'UNU (mg/kg) | Valeurs pour un adulte de 70 kg (mg) |
| ---------------------------------- | ------------------------------------------------------------------------------------ | ------------------------------------ |
| F Phénylalanine (avec la tyrosine) | 25                                                                                   | 1 750                                |
| L Leucine                          | 39                                                                                   | 2 730                                |
| M Méthionine (avec la cystéine)    | 15                                                                                   | 1 050                                |
| K Lysine                           | 30                                                                                   | 2 100                                |
| I Isoleucine                       | 20                                                                                   | 1 400                                |
| V Valine                           | 26                                                                                   | 1 960                                |
| T Thréonine                        | 15                                                                                   | 1 050                                |
| W Tryptophane                      | 4                                                                                    | 280                                  |
| H Histidine                        | 10                                                                                   | 700                                  |

La liste des acides aminés essentiels varie pour chaque espèce, étant donné que différents métabolismes sont en mesure de synthétiser des substances différentes. Chez les animaux d'élevage (porcs et volailles, ruminants) les taux de lysine et méthionine des aliments sont particulièrement surveillés,.
La distinction entre acides aminés essentiels et non-essentiels n'est pas très claire, puisque certains acides aminés essentiels permettent de synthétiser d'autres acides aminés essentiels. Par exemple, la méthionine et l'homocystéine (acides aminés soufrés), peuvent être convertis l'une en l'autre mais ne peuvent être synthétisées de novo dans l'organisme humain. De même, la cystéine peut être produite à partir de l'homocystéine mais pas synthétisée directement. L'ensemble des acides aminés soufrés est donc parfois considéré comme un seul et même groupe de molécules nutritionnellement équivalentes. Autre exemple : l'arginine, l'ornithine et la citrulline, qui se convertissent l'une en l'autre dans le cycle de l'urée, sont placées dans le même groupe.

## Sources des acides aminés essentiels
Dans le cas d'alimentation peu variée, les denrées alimentaires déficientes en acides aminés essentiels sont une source de protéines inadaptée. Le foie assure l'équilibre des acides aminés en fonction des besoins corporels : les acides aminés en excès sont dégradés (transamination, désamination) avec formation de sucres (néoglucogenèse) et d'urée. Un équilibre en acides aminés essentiels est donc nécessaire pour optimiser l'utilisation nette des protéines, qui est le rapport de masses d'acides aminés convertis en protéines par rapport aux acides aminés fournis.
En effet, les acides aminés essentiels ne sont pas synthétisés par les animaux dits supérieurs. La phénylalanine, l'histidine et le tryptophane sont synthétisés par les plantes et les micro-organismes via l'acide shikimique.
En élevage conventionnel et industriel, les compléments d'acides aminés sont fournis par l'industrie chimique.

### Apport journalier recommandé
L'estimation des besoins quotidiens en acides aminés indispensables s'est avérée difficile ; ces chiffres ont subi une révision considérable au cours des 20 dernières années. Le tableau suivant liste les recommandations actuelles par l'OMS et les États-Unis pour les acides aminés essentiels chez un homme adulte,.
| Acide aminé(s)               | OMS mg par kg         | OMS mg pour 70 kg | US mg par kg |
| ---------------------------- | --------------------- | ----------------- | ------------ |
| H Histidine                  | 10                    | 700               | 14           |
| I Isoleucine                 | 20                    | 1400              | 19           |
| L Leucine                    | 39                    | 2730              | 42           |
| K Lysine                     | 30                    | 2100              | 38           |
| M Méthionine + C Cystéine    | 10.4 + 4.1 (15 total) | 1050 total        | 19 total     |
| F Phénylalanine + Y Tyrosine | 25 (total)            | 1750 total        | 33 total     |
| T Thréonine                  | 15                    | 1050              | 20           |
| W Tryptophane                | 4                     | 280               | 5            |
| V Valine                     | 26                    | 1820              | 24           |

Les apports quotidiens recommandés pour les enfants âgés de trois ans et plus sont de 10% à 20% supérieurs à ceux des adultes et ceux des nourrissons peuvent être jusqu'à 150% plus élevés au cours de la première année de vie. La cystéine (ou les acides aminés-sulfurés), la tyrosine (ou les acides aminés aromatiques) et l'arginine sont toujours nécessaires aux nourrissons et aux enfants en pleine croissance,.

### Acides aminés limitants
L'utilisation nette des protéines est profondément influencée par la présence d'un acide aminé limitant (l'acide aminé essentiel dont le taux dans la denrée considérée est le plus faible par rapport à la protéine dite de référence), et influencée à un degré moindre par la récupération des acides aminés essentiels dans l'organisme. Il est donc judicieux de mélanger les denrées qui présentent une déficience différente dans leurs répartitions en acides aminés essentiels, de façon à limiter la perte d'azote par désamination lors de la production de protéines (pouvant aboutir à des carences) et optimiser l'utilisation nette des protéines. [Références souhaitées]
Tous les acides aminés sont présents dans les aliments contenant des protéines, qu'ils soient d'origine animale ou végétale, cependant ils ne le sont pas dans les proportions optimales nécessaires au métabolisme, certains acides aminés étant présents en proportions limitées. Lorsqu'un acide aminé d'un aliment est limitant (en termes de proportions, généralement exprimée en grammes pour 100 grammes d'aliment), dans le cas théorique où la totalité des protéines sont fournies par cet aliment, il est nécessaire d'augmenter la ration de manière que cet acide aminé soit absorbé en quantité suffisante (en valeur absolue) ; ainsi, tous les autres acides aminés essentiels sont apportés en quantité supérieure aux besoins, mais la carence est évitée. Le tableau ci-dessous montre les acides aminés limitants de quelques aliments.
| Source de protéines limitées | Acide aminé limitant  |
| ---------------------------- | --------------------- |
| Froment (Blé)                | lysine                |
| Riz                          | lysine et thréonine   |
| Maïs                         | tryptophane et lysine |
| Pois                         | méthionine            |

### Sources de protéines végétales complètes (sans acide aminé limitant)
Il existe de nombreuses sources de protéines végétales complètes ne posant pas de facteur limitant et ne nécessitant pas d'associations particulières dont quelques-unes mentionnées dans le tableau ci dessous (en rappelant l'intérêt d'une bonne diversification de l'alimentation, pour la biodisponibilité en minéraux et vitamines).
| Aliment                             | Notes |
| ----------------------------------- | --- |
| Petit épeautre - Triticum monococum | Engrain; riche en minéraux car le grain garde naturellement ses enveloppes, c'est la première espèce céréalière cultivée par l'humanité, Il y a environ 10 000 ans. |
| Grand épeautre - Triticum spelta    | Issu de croisements anciens de l'engrain et de l'amidonnier ; les variétés d'obtention postérieures à 1940 ont été sélectionnées pour obtenir un gluten plus tenace et sont peut-être moins digestes; l'Oberkulmer, le Rotkorn, le Tyrolien Rouge, le Frankenkorn, le Schwabenkorn et l'Ostro sont des variétés-populations anciennes. Si la variété n'est pas indiquée, il s'agit probablement d'une céréale « hybridée », et donc, comme le blé, limitée en lysine. (Ceci concerne également l'agriculture biologique, qu'il s'agisse de grain, farine, et produits transformés.) |
| Sarrasin (Blé noir)                 | Pseudo-céréale |
| Amarante                            | Pseudo-céréale |
| Quinoa                              | Pseudo-céréale |
| Spiruline                           | Algue bleue (cyanobactéries) |
| Grande ortie, petite ortie          | L'ortie est une des plantes les plus riches en protéines, en minéraux et vitamines, bien que redoutée parce qu'urticante. En termes de marketing diététique, elle est qualifiée de « super-aliment ». |
| Graine de courge                    | Cucurbitacée |

## Combiner les sources de protéines
Dans les régimes ne comportant pas d'aliments d'origine animale, comme les acides aminés limitants ne sont pas les mêmes selon les aliments, il est possible, en associant deux aliments ayant des acides aminés limitants différents, de compenser réciproquement leurs déficiences de façon à obtenir une combinaison de protéines se rapprochant de la protéine dite de référence. Diverses préparations traditionnelles, élaborées dans des régions et à des époques où la consommation de viande était un luxe rare, sont basées sur une association « céréale-légumineuse », dont l'analyse chimique a permis de comprendre le bien-fondé[réf. nécessaire].

### Paires alimentaires
Dans les pratiques alimentaires traditionnelles, élaborées dans des régions et à des époques où les aliments d'origine animale étaient un luxe rare, les repas principaux comportent une combinaison de protéines végétales, c'est-à-dire une paire constituée généralement d'une graine L-M+ (déficiente en Lysine et suffisante en Méthionine) et d'une graine L+M- (suffisante en Lysine et déficiente en Méthionine), soit en pratique le plus souvent une paire céréale / légumineuse. Il n'est pas nécessaire que cette combinaison soit rigoureusement simultanée, il suffit qu'elle soit réalisée dans la journée ou même sur plusieurs jours, et plus généralement les risques de carence sont faibles lorsque l'on consomme des végétaux variés.
On distingue :
- un type de graine limitant en lysine et suffisant en méthionine (L-M+) :
  - les céréales / graminées cultivées : maïs, riz, blé, orge, avoine, seigle, mils dont sorgho) ;
  - une polygonacée : le sarrasin ;
- un type de graine suffisante en lysine et limitante en méthionine (L+M-) :
  - les légumineuses ou fabacées : pois, pois chiche, haricot, haricot mungo, soja, lentille, fève ;
  - la graine d'amarante.

Il existe des graines qui sont à la fois L+ et M+, le quinoa qui est une chénopodiacée, ainsi que la graine de cannabis, le chènevis.
Exemples par zone géographique :
| Zone géographique                                  | Graine L-M+               | Graine L+M-                |
| -------------------------------------------------- | ------------------------- | -------------------------- |
| Civilisations traditionnelles de Méditerranée      | Blé dur                   | pois chiche ou fève        |
| Mésopotamie antique, Culture de Cucuteni-Trypillia | amidonnier, engrain, orge | pois, lentille             |
| Inde                                               | riz                       | lentille                   |
| Andes                                              | maïs                      | haricot                    |
| Amérique centrale, Louisiane                       | riz, maïs                 | haricot rouge              |
| Europe du Nord                                     | avoine                    | pois                       |
| Afrique tropicale                                  | millet, sorgho            | niébé, pois bambara        |
| Extrême-Orient                                     | riz                       | soja, mungo, haricot azuki |

Ces paires ont cependant un intérêt relatif au vu des pratiques alimentaires dominantes actuelles. En effet les protéines d'origine animale y sont le plus souvent en abondance (ce qui pose d'autres problèmes : facteur de risque concernant les maladies cardiovasculaires[réf. nécessaire], etc.). Il y a cependant encore de nos jours des régions ou les repas des familles pauvres sont uniquement constitués de céréales. Ainsi au Madhya Pradesh (Inde), des rations ne comportant que blé et riz ont entraîné des retards de croissance et des problèmes graves chez de jeunes enfants.

### Intérêt des régimes variés
Dans son livre devenu best-seller Diet for a Small Planet, en 1971, Frances Moore Lappé avait proposé deux autres types de combinaisons simples en plus de céréales + légumineuses :
- Céréales + produits laitiers
- Graines de tournesol ou sésame + légumineuses[27]

Si de telles associations restent pertinentes dans le cadre d'un régime végétarien ou régime végétalien, dans le cadre d'un régime abondant et varié la combinaison précise de protéines n’est pas nécessaire, à l'exception de la consommation de certaines sources de protéines végétales complètes.
Les apports en protéines ne se limitent pas à ceux fournis par les produits animaux, les céréales et les légumineuses; les légumes verts, champignons et algues peuvent aussi constituer des sources intéressantes. La fermentation des aliments est de plus susceptible de modifier leur composition en acides aminés.
Modéliser et vérifier ces apports pour des menus types est cependant possible même pour les cuisines traditionnelles avec des aliments très variés (Exemple des cuisines d'Extrême-Orient avec teneurs des aliments en acides aminés selon l'Organisation des Nations unies pour l'alimentation et l'agriculture).

## Complément alimentaire
Des compléments alimentaires à base de protéines ou d'acides aminés peuvent être administrés aux personnes déficientes. Ceux-ci sont aussi recherchés par les athlètes pour favoriser la croissance musculaire.
Ces préparations sont généralement obtenues à partir de lait de vache (protéines à base de caséine ou protéine de lactosérum dite whey), d'œufs de poule, de soja ou d'autres plantes comme la luzerne (extrait foliaire de luzerne (EFL)).
Le lait infantile végétal, généralement à base de protéines de soja et de riz, complémentées, est également disponible pour les nourrissons et bébés. Il était avant tout développé et rendu disponible comme alternative pour les intolérances au lactose et allergies aux protéines de lait de vache, en l'absence d'allaitement ou d'accès au lait maternel.
Diverses méthodes de purification permettent d'obtenir des préparations quasi exemptes de glucides et lipides. Sont également disponibles des compléments en acides aminés individuels sous forme de comprimés. Ces compléments ne sont pas sans danger à haute dose et devraient faire l'objet d'un suivi médical ou auprès d'un nutritionniste.